# Educação no Malawi

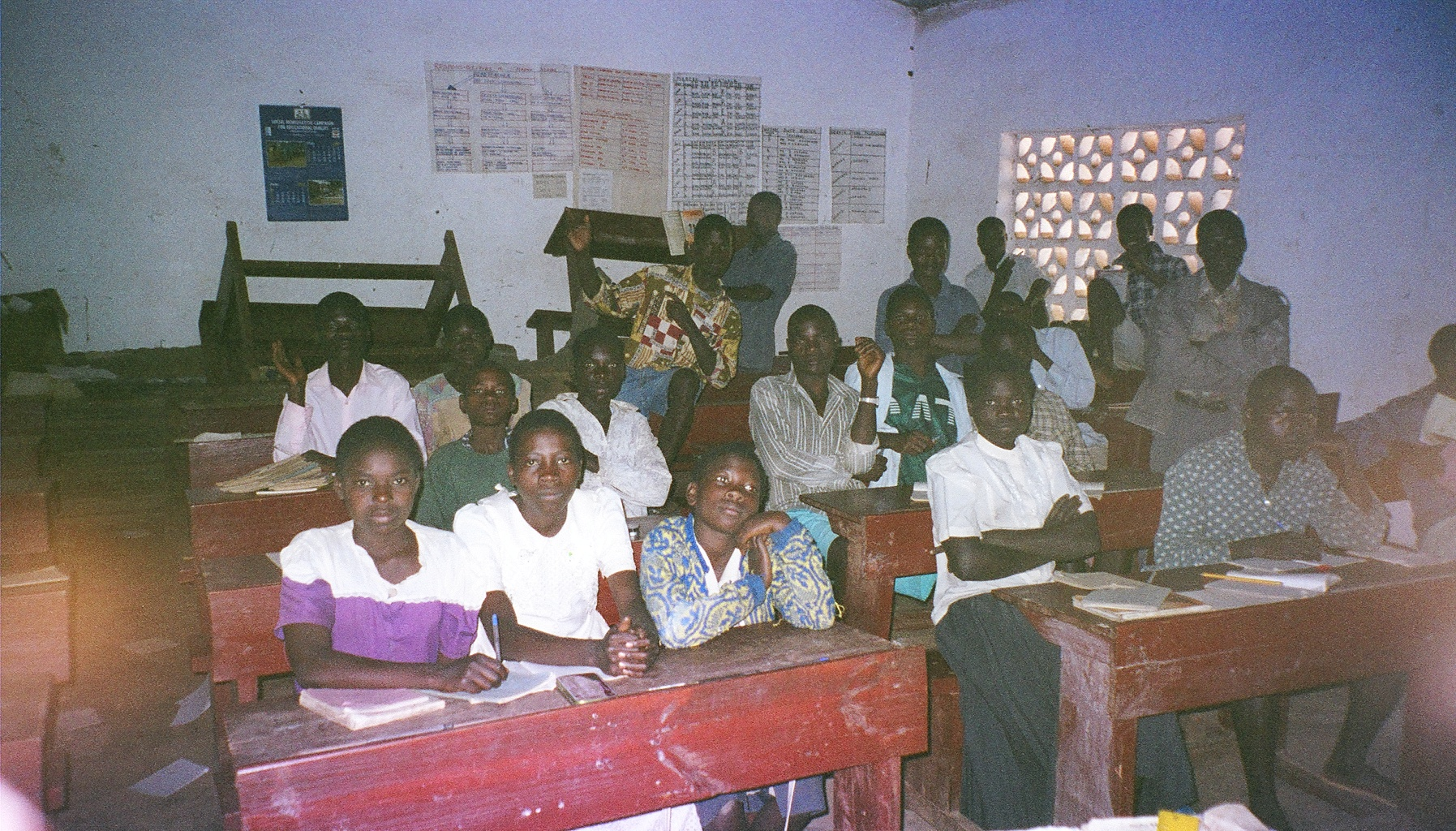
Sala de aula rural no Malawi

Malawi tem um sistema de educação 8-4-4 consistindo de escola primária (conhecido como padrão de 1 a padrão 8), a escola secundária (conhecido como Forma 1 a 4) e ensino universitário. A idade de entrada oficial para o ensino primário é de 6 anos. O ensino primário no Malawi é obrigatória.

O governo estabeleceu o ensino primário gratuito para todas as crianças, em 1994, o que aumentou as taxas de atendimento, segundo a UNICEF. Em 1994, a taxa de matrícula bruta primária foi 133,9 por cento, e a taxa de inscrição primária líquida foi de 102,6 por cento.
 Em 1995, 62 por cento dos estudantes que entraram na escola primária atingiu grau dois, e 34 por cento chegou a grau cinco. A taxa de abandono é maior entre meninas do que meninos.
William Kamkwamba é um aluno famoso do Malawi, que ganhou fama depois de construir um moinho de vento a partir de peças de reposição, com a idade de 14, para energia da casa de sua família. Essa conquista levou a uma aparição no TED (conferência).